# アレクサンドル・ハルケヴィチ
アレクサンドル・アレクサンドロヴィチ・ハルケヴィチ（ロシア語: Алекса́ндр Алекса́ндрович Харке́вич、1904年2月3日 - 1965年3月30日）は、ソビエトの科学者。

## 来歴
ロシア帝国のサンクトペテルブルク出身で1952年までは音響工学の分野で活躍し、以後は情報通信の分野で活躍した。
大祖国戦争中には潜水艦のソナー等で使用される圧電効果と磁歪効果に基づく装置を開発した。
1944年にリヴィウ工科大学へ赴任した。情報通信の分野で活躍した。
1964年にはソ連科学アカデミーの正会員に選出され、レーニン勲章と労働赤旗勲章を授与された。